# Khruea
Khruea (* im 13. Jahrhundert; † 1326 in Chiang Mai) war zwischen 1319 und 1322 König des nordthailändischen Königreichs Lan Na.
Khruea war von seinem Vater Mengrai (reg. 1259 bis 1317) fortgeschickt worden, weil er sich an der Frau seines Bruders Chai Songkhram vergangen hatte. Khruea kehrte 1319 zurück, nur um seinen Neffen Saen Phu vom Thron zu stoßen und fortzujagen. Dieser wandte sich an seinen Vater, eben jenen Chai Songkhram, der einen seiner Söhne, Nam Thuam, mit der Beseitigung Khrueas beauftragt. Tatsächlich gelang es Nam Thuam, Khruea zu stürzen und sich selbst für zwei Jahre (1322 bis 1324) mit Erlaubnis seines Vaters auf den Thron zu setzen, wo er sich dann aber so wenig loyal verhielt, dass sein Vater den Prinzen (Thao) Ngua beauftragt, wiederum Nam Thuam abzulösen. Khruea jedenfalls blieb in Hausarrest und starb 1326 in Chiang Mai.